# 神戸市電山手・上沢線
山手・上沢線（やまて・かみさわせん）は、かつて神戸市の加納町3丁目停留場 - 長田停留場間を結んでいた神戸市電の軌道路線である。山手線と上沢線に分けると加納町3丁目 - 大倉山間が山手線、大倉山 - 長田間が上沢線である。湊川公園西口停留場と湊川線との分岐点の間は湊川線との重複区間であった。
神戸市営地下鉄山手線の県庁前駅 - 長田駅間はほぼ当路線のルート（下山手4丁目以西）に重複する。

## 沿革
- 1921年（大正10年）
  - 8月25日：加納町3丁目停留場 - 大倉山停留場間が開業。
  - 10月25日：大倉山停留場 - 楠町6丁目停留場間が開業。
  - 12月26日：楠町6丁目停留場 - 上沢通7丁目停留場間が開業。
- 1922年（大正11年）
  - 1月7日：上沢通7丁目停留場 - 五番町2丁目停留場が開業。
  - 4月10日：五番町2丁目停留場 - 長田停留場間が開業し、全線5.358kmが開通。
- 1961年（昭和36年）以前
  - 長田4丁目停留場を廃止。
  - 上沢通2丁目停留場、上沢通4丁目停留場、上沢通7丁目停留場をそれぞれ上沢2丁目停留場、上沢4丁目停留場、上沢7丁目停留場に改称。
- 1970年（昭和45年）3月15日：加納町3丁目停留場 - 長田停留場間廃止により全線廃止。

## 駅一覧
- 1962年（昭和37年）7月当時。
- 背景色がグレーの駅は廃止・休止駅。

| 停留場名     | 読み                          | 接続路線                                      | 廃止日         | 備考                          |
| ------------ | ----------------------------- | --------------------------------------------- | -------------- | ----------------------------- |
| 加納町3丁目  | かのうちょう さんちょうめ     | 布引線                                        | 1970年 3月15日 |                               |
| 中山手1丁目  | なかやまて いっちょうめ       |                                               | 1970年 3月15日 |                               |
| 中山手3丁目  | なかやまて さんちょうめ       |                                               | 1970年 3月15日 |                               |
| 下山手4丁目  | しもやまて よんちょうめ       |                                               | 1970年 3月15日 |                               |
| 下山手5丁目  | しもやまて ごちょうめ         |                                               | 1970年 3月15日 |                               |
| 下山手6丁目  | しもやまて ろくちょうめ       |                                               | 1970年 3月15日 |                               |
| 下山手8丁目  | しもやまて はっちょうめ       |                                               | 1970年 3月15日 |                               |
| 大倉山       | おおくらやま                  | 楠公東門線                                    | 1970年 3月15日 |                               |
| 楠町6丁目    | くすのきちょう ろくちょうめ   | 平野線                                        | 1970年 3月15日 |                               |
| 湊川公園東口 | みなとがわこうえん ひがしぐち |                                               | 1970年 3月15日 |                               |
| 湊川公園西口 | みなとがわこうえん にしぐち   | 神戸市電湊川線（9系統・12系統・13系統が直通） | 1970年 3月15日 |                               |
| 上沢2丁目    | かみさわ にちょうめ           |                                               | 1970年 3月15日 | 開業当初の電停名は上沢通2丁目 |
| 上沢4丁目    | かみさわ よんちょうめ         |                                               | 1970年 3月15日 | 開業当初の電停名は上沢通4丁目 |
| 上沢7丁目    | かみさわ ななちょうめ         |                                               | 1970年 3月15日 | 開業当初の電停名は上沢通7丁目 |
| 五番町2丁目  | ごばんちょう にちょうめ       |                                               | 1970年 3月15日 |                               |
| 五番町4丁目  | ごばんちょう よんちょうめ     |                                               | 1970年 3月15日 |                               |
| 五番町7丁目  | こばんちょう ななちょうめ     |                                               | 1970年 3月15日 |                               |
| 長田4丁目    | ながたよんちょうめ            |                                               | 1961年 以前    |                               |
| 長田         | ながた                        | 尻池線 山陽電気鉄道本線：長田駅               | 1970年 3月15日 |                               |

## 通過系統
- 1962年（昭和37年）7月当時。

| 系統   | 直通路線          | 通過区間                                | 直通路線          | 備考 |
| ------ | ----------------- | --------------------------------------- | ----------------- | --- |
| 1系統  | 楠公東門線        | 大倉山 - 長田                           | 尻池線            | 循環系統、西行のみ |
| 2系統  | 尻池線            | 長田 - 大倉山                           | 楠公東門線        | 循環系統、東行のみ |
| 3系統  | 布引線            | 加納町3丁目 - 長田                      | 尻池線            | 循環系統、西行のみ |
| 4系統  | 尻池線            | 長田 - 加納町3丁目                      | 布引線            | 循環系統、東行のみ |
| 5系統  | 布引線 尻池線     | 加納町3丁目 - 大倉山 長田 - 加納町3丁目 | 楠公東門線 布引線 | 循環系統。大倉山から楠公東門線に直通後、兵庫線・尻池線・和田線・高松線・尻池線経由で長田へ行き山手・上沢線を加納町3丁目まで通過する |
| 7系統  | 布引線 楠公東門線 | 加納町3丁目 - 長田 大倉山 - 加納町3丁目 | 尻池線 布引線     | 循環系統。長田から尻池線に直通後、高松線・和田線・尻池線・兵庫線・楠公東門線経由で大倉山へ行き山手・上沢線を加納町3丁目まで通過する |
| 8系統  | 布引線            | 加納町3丁目 - 長田                      | 尻池線            | |
| 9系統  | 湊川線            | 湊川公園西口 - 長田                     | 尻池線            | |
| 12系統 | 尻池線            | 長田 - 湊川公園西口                     | 湊川線            | 循環系統、東行のみ |
| 13系統 | 湊川線            | 湊川公園西口 - 長田                     | 尻池線            | 循環系統、西行のみ |
| 14系統 | 布引線            | 加納町3丁目 - 長田                      | 尻池線            | |